# Быниха
Быниха — деревня в составе Ивановского сельского поселения Шарьинского района Костромской области России.

## География
Деревня расположена у автодороги Урень — Шарья — Никольск — Котлас Р157.

## История
Согласно Спискам населенных мест Российской империи в 1872 году деревня относилась к 2 стану Ветлужского уезда Костромской губернии. В ней числилось 17 дворов, проживало 79 мужчин и 84 женщины.
Согласно переписи населения 1897 года в деревне проживало 270 человек (110 мужчин и 160 женщин).
Согласно Списку населенных мест Костромской губернии в 1907 году деревня относилась к Рождественской волости Ветлужского уезда Костромской губернии. По сведениям волостного правления за 1907 год в деревне числилось 44 крестьянских двора и 408 жителей. В деревне имелись 2 ветряных мельницы. Основным занятием жителей деревни был лесной промысел.
До 2010 года деревня относилась к Поляшовскому сельскому поселению.

## Население
| 2008 | 2010 | 2014 | 2024 |
| ---- | ---- | ---- | ---- |
| 145  | ↘122 | ↗125 | ↘58  |